# Trilogía de Koker
La trilogía Koker es una serie de tres películas dirigidas por el aclamado cineasta iraní Abbas Kiarostami: ¿Dónde está la casa de mi amigo? (1987), Y la vida continúa (1992) y A través de los olivos (1994). La designación fue hecha por teóricos y críticos de cine, en lugar del propio Kiarostami, quien se resiste a la designación y señala que las películas están conectadas solo por el accidente del lugar (refiriéndose al hecho de que Koker es el nombre de una aldea del norte de Irán). Ha sugerido que podría ser más apropiado considerar los dos últimos títulos más Taste of Cherry (1997) como una trilogía, ya que están conectados por el tema de la preciosidad de la vida.
¿Dónde está la casa de mi amigo? describe la sencilla historia de un niño que viaja de Koker a un pueblo vecino para devolver el cuaderno de un compañero de escuela. Y la vida continúa sigue a un padre y su hijo pequeño mientras conducen de Teherán a Koker en busca de los dos niños pequeños de ¿Dónde está la casa de mi amigo ?, temiendo que los dos hayan perecido en el terremoto de 1990 que mató a 50,000 personas en el norte de Irán. A través de los olivos examina la realización de una pequeña escena de Y la vida continúa, lo que nos obliga a ver un drama periférico de Y la vida continúa como el drama central de A través de los olivos.
Las tres películas de Kiarostami se sitúan entre la ficción y la vida real, abriendo el medio a nuevas experiencias formales. Se encuentran entre sus trabajos más aclamados.
Adrian Martin enfatiza la percepción directa del mundo de Kiarostami e identifica su cine como "esquemático". Los "diagramas" literales inscritos en el paisaje, como el famoso camino zigzagueante de la Trilogía Koker, indican una "geometría de las fuerzas de la vida y del mundo". Para Martin, estas fuerzas no son ni un orden completo ni un caos completo, sino más bien lo que se encuentra entre estos polos.
Desafortunadamente, la aldea se quedó a su suerte después del terremoto y ha experimentado muchos cambios en las últimas tres décadas. Sin embargo, todavía se considera una atracción para los amantes del cine y los cineastas de todo el mundo.